# 真實行動
真實行動（英語：Operation Veritable）；亦称帝国森林之戰（德語：Schlacht im Reichswald）。是加拿大第1軍團於第二次世界大戰盟軍在大舉渡河以前，萊茵河西邊掃蕩德軍的戰役，它是盟軍更大軍事行動代號「真實行動」一部份；1945年2月8日起作戰（實際是1月12日開戰延後），此戰最後一股德軍於3月10日橫渡萊茵河回防德東。

## 戰場
帝国森林在德國境內，在奈梅亨東邊，萊茵河與馬士河中間，林樹非常茂密。1944年的冬天相當潮濕。1945年2月9日，德軍炸毀了魯爾水庫大壩，令魯爾河氾濫，阻擋美國第9集團軍的去路，令盟軍的坦克與裝甲兵陷入泥濘遲滯攻勢。德軍也爭取到時間準備防禦工事，並且把數個城鎮改造成軍事據點。

## 參戰方
以亨利·克里勒將軍為司令的加拿大第1集團軍首先行動，並且有英軍第2軍團幾個步兵師增援配合作戰。

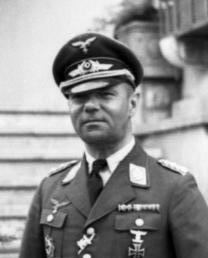
阿爾弗雷德·施勒姆上將

德軍優勢有熟悉地方駐軍：德軍第1空降軍團最後一支完整並且從未打敗仗建制軍隊，司令是阿爾弗雷德·施勒姆上將，而他是一位猛將；即便德軍方面也相信盟軍此時會自芬洛這個地方攻擊德軍，可是施勒姆上將仍然命令弟兄們加強防禦，並且改造數個鄉鎮居民後撤，埋伏大批德軍迎戰；盟軍也果然先攻帝国森林，不是「芬洛」。

## 策略
克里勒將軍準備以炮擊與空襲消滅德軍，之後令步兵迅速進入森林裡掃蕩德軍，逼迫德軍逃出森林裡，再以幾個盟軍坦克師攻擊逃到空地的德軍──前提當然是空地需夠乾，好承載坦克重量奔馳。
另外，辛普森將軍的第9軍團必須在加拿大軍發動攻勢後48小時後加入戰鬥，第9軍團接著攻擊德軍後備部隊，防止德軍後備部隊投入戰場攻擊加拿大軍，第9軍團投入戰場的時間是根據由寇特尼·霍奇斯將軍的美國第1軍團何時佔領魯爾河堤壩及消除氾濫淹沒的威脅來決定。

## 戰鬥經過

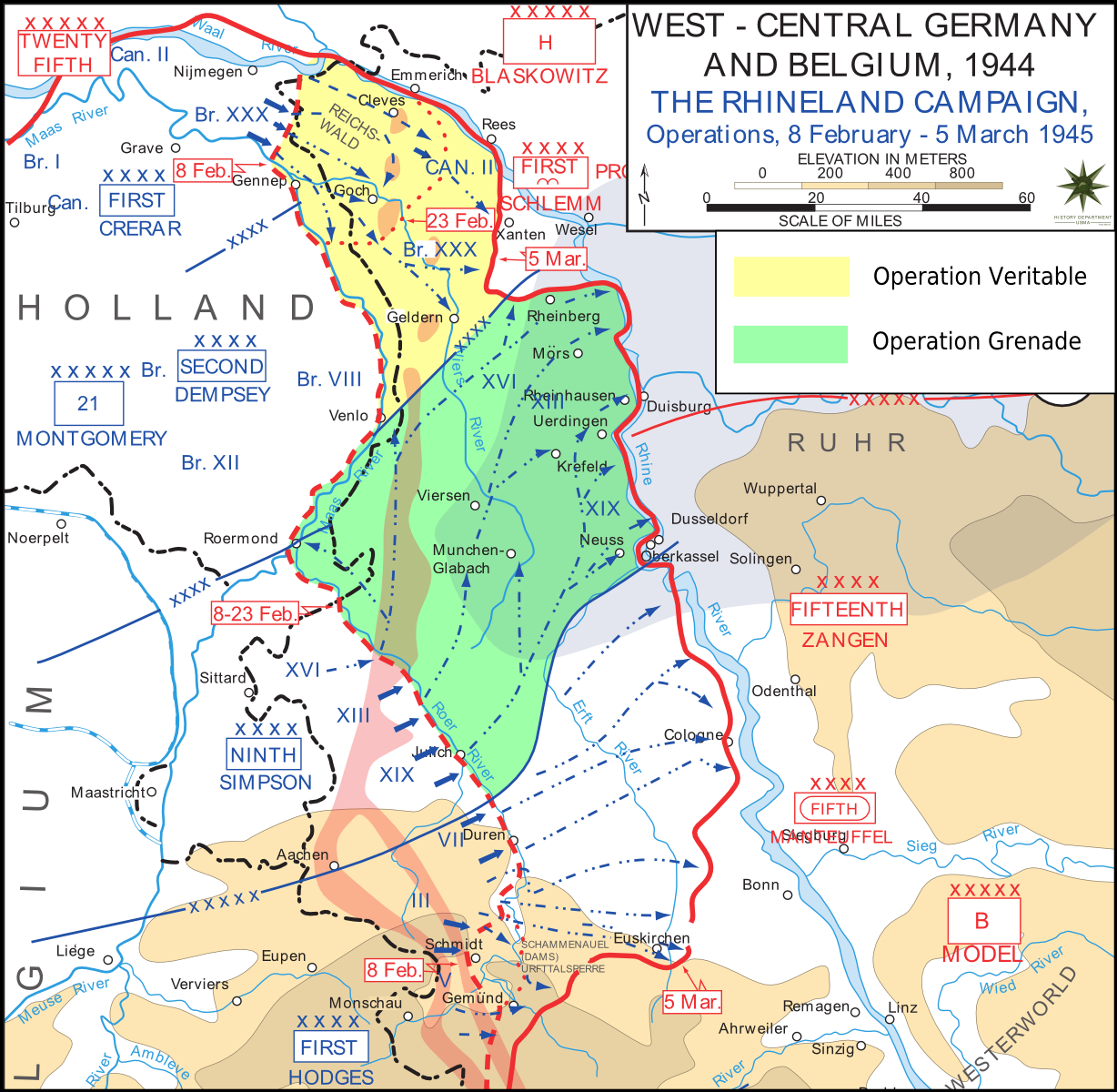
行動中盟軍進攻路線

戰役開始時盟軍以密集炮轟森林內德軍，也是這場戰役裡最大規模的重兵器攻擊。但是因為河水氾濫與德軍數層防禦工事阻礙，導致施勒姆上將得以能從德軍H集團軍調借援軍應戰。
盟軍克里勒中將於2月12日攻破德軍防線，並且在第二天開始掃蕩森林內敵方殘兵。